# 王鹏 (生物学家)
王鹏，生物学家、教授，主要从事糖化学、糖生物学、糖蛋白质组学等方向的研究。任中国生物物理学会糖生物学分会会长，中华人民共和国教育部第五批"长江学者"特聘教授。